# Catasetum macrocarpum
Catasetum macrocarpum Rich. ex Kunth, 1822 è una pianta della famiglia delle Orchidacee (sottofamiglia Epidendroideae, tribù Cymbidieae, sottotribù Catasetinae).

## Biologia
Si riproduce per impollinazione entomogama ad opera di diverse specie di api delle orchidee tra cui Euglossa cordata, Euglossa imperialis, Eulaema bombiformis, Eulaema cingulata, Eulaema meriana, Eulaema nigrita.

## Distribuzione e habitat
La specie è diffusa in Colombia, Venezuela, Guiana francese, Guyana, Suriname, Trinidad e Tobago, Brasile e Argentina settentrionale.